# Leone (astrologia)

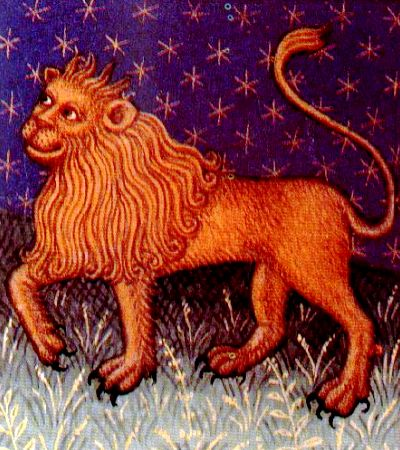
Leone rappresentato in un libro di astrologia del XV secolo.

Il Leone (♌︎) è il quinto dei 12 segni zodiacali dell'astrologia occidentale, situato tra Cancro e Vergine.

## Caratteristiche

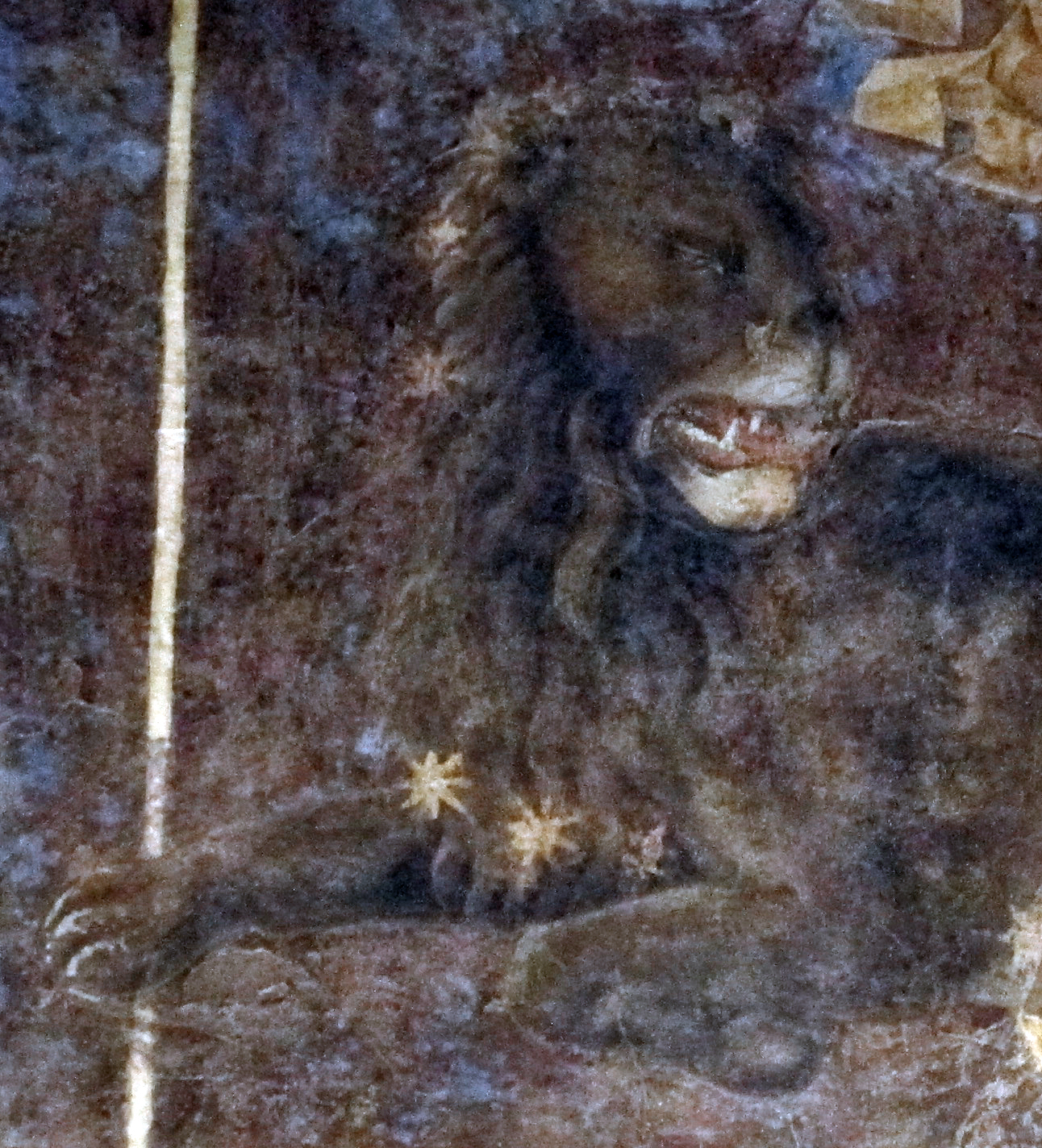
Affresco rinascimentale all'interno del Salone dei Mesi di Palazzo Schifanoia, a Ferrara.

Il Leone è un segno fisso di fuoco, governato dal Sole. In questo segno Urano e Saturno sono in esilio. Il segno opposto è l'Aquario. Il colore del segno è l'oro.
Secondo la tradizione popolare, le persone nate in questo segno si distinguono per generosità e tenacia. A caratterizzarle sono anche lo spiccato orgoglio e le doti in fatto di amore, oltre alla fiducia in se stesse.  Il Sole si può trovare nel Leone nel periodo che va, all'incirca, dal 23 luglio al 22 agosto: il periodo esatto varia di anno in anno e per stabilire la sua posizione nei giorni estremi è necessario consultare le effemeridi.